# Der Gauner von Bagdad
Der Gauner von Bagdad (Originaltitel: Il ladro di Bagdad) ist ein italienisch-französischer Abenteuerfilm mit Fantasy-Elementen aus dem Jahr 1960, der in Italien von Arthur Lubin gedreht wurde. Die deutsche Erstaufführung war am 1. März 1962.

## Handlung
Karim ist ein gutaussehender Dieb, der in Bagdad auf das Ausrauben der besseren Stände spezialisiert ist: Mit Hilfe von Verkleidung, Schlagfertigkeit und Akrobatik dringt er in eine Hochzeitsgesellschaft bei Hofe ein, wo er sich in die Prinzessin Amina verliebt. Deren Verlobter Osman versucht, mit einem Zaubertrank, Amina zu beeinflussen, woraufhin sie in einen tiefen Schlaf fällt. Karim holt Rat bei einem Zauberer, der ihn auf die Suche nach einer blauen Zauberblume schickt, die die Prinzessin wiedererwecken kann. Nach Kämpfen gegen Schlangenbäume, einen unsichtbaren Riesen, einer schönen Hexe und anderen Abenteuern reitet er auf einem fliegenden Pferd in den Tempel der blauen Blume ein. Ein letzter, großer Kampf gegen Osmans Truppen wird mit Hilfe von zahlreichen Doppelgängern siegreich gestaltet – Amina wird erweckt, und die Verliebten sind vereint.

## Kritik
„Steve Reeves hat die Vitalität und den Charme eines Motorradbullen. Und die anderen Charaktere benehmen sich wie die verblüfften und stoischen Opfer eines solchen.“

„Die Tricks, wichtiger Bestandteil eines Filmes dieser Art, sind vergleichsweise wenig gekonnt; Humorist selten am Werk; die Dialoge bleiben Papier; der Orient riecht nach Pappe und Kleister; wiewohl viele Aufnahmen in Tunis entstanden.“

## Bemerkungen
Obwohl der Film oftmals (so auch im Lexikon des Fantasy-Films) als Remake von Der Dieb von Bagdad bezeichnet wird, liegt der Geschichte das chinesische Märchen Die blaue Blume zugrunde, dessen Handlung in den Orient verlegt wurde.
Bruno Vailati wird in der italienischen Fassung als Regisseur geführt.